# Lyne Renée
Pour les articles homonymes, voir Renée.
Lyne Renée est une actrice belge née le 17 mai 1979 à Velzeke (Zottegem).

## Biographie
Lyne Renée (nom de naissance : Line Van Wambeke) est née le 17 mai 1979 à Velzeke (Zottegem), Belgique. Elle a une sœur, Camille Van Wambeke.
Elle est diplômée du Studio Herman Teirlick, à Anvers, Belgique. En 2006 elle déménage à Los Angeles, puis en 2011 à Londres où elle prend des cours à The River Line, au Jermyn Street Theatre.

### Vie privée
Elle a été en couple avec l'acteur belge Kevin Janssens entre 2001 et 2004. Puis entre 2007 et 2011 avec l'acteur américain Danny Huston.

### Carrière
Elle débute à la télévision en 2005 dans la série belge Kinderen van Dewindt. Elle fait ses premiers pas au cinéma en 2007 dans le film Waiter ! d'Alex van Warmerdam.
En 2008, elle joue dans The Box Collector de John Daly et l'année suivante dans The Hessen Conspiracy de Paul Breuls.
En 2012, elle tourne dans la mini-série Parade's End aux côtés de Benedict Cumberbatch et Rebecca Hall, ainsi que la série Strike Back jusqu'en 2013.
En 2014, elle revient au cinéma dans Here Lies de Duncan Ward et joue un petit rôle dans un épisode de Banshee. Deux ans plus tard, elle obtient un petit rôle dans le film Split de M. Night Shyamalan et tourne dans la mini-série Madoff, l'arnaque du siècle, mais également dans quelques épisodes d'Of Kings and Prophets et Madam Secretary.
En 2018, elle est présente au casting de An L.A. Minute de Daniel Adams et la première saison de Deep State avec Mark Strong.
En 2020, elle a un petit rôle dans le film de Guy Ritchie : The Gentlemen et elle décroche un des rôles secondaires de Motherland : Fort Salem. L'année suivante, elle tourne une nouvelle fois sous la direction de Guy Ritchie dans Cash Truck.

## Filmographie

### Cinéma
- 2007 : Waiter ! (Ober) d'Alex van Warmerdam : Stella
- 2008 : The Box Collector de John Daly : Marie
- 2009 : The Hessen Conspiracy de Paul Breuls : Lieutenant Kathleen Nash
- 2014 : Here Lies de Duncan Ward : Petra Kolaski
- 2016 : Split de M. Night Shyamalan : Une professeur
- 2017 : The Meyerowitz Stories de Noah Baumbach : Une femme
- 2017 : The Hippopotamus de John Jencks : Valerie Richmonde
- 2018 : An L.A. Minute de Daniel Adams : Susan
- 2020 : The Gentlemen de Guy Ritchie : Jackie
- 2021 : Un homme en colère (Wrath of Man) de Guy Ritchie : Kirsty

#### Courts métrages
- 2014 : Commander de Frank Uyt den Bogaard : Une cowboy
- 2016 : Brilliance de Miles Roston : Janet
- 2016 : AG The Marks We Bear de Pascale Perard : Christine Dumont

### Télévision

#### Séries télévisées
- 2005 : Kinderen van Dewindt : Tinne Van Wesemael
- 2012 : Parade's End : Marie-Léonie
- 2012 - 2013 : Strike Back : Rebecca
- 2014 : Banshee : Une femme
- 2016 : Madoff, l'arnaque du siècle (Madoff) : Catherine Hooper
- 2016 : Madam Secretary : Cecile
- 2016 : Of Kings and Prophets : Une sorcière d'Endor
- 2017 : Mercy Street : Lisette Beaufort
- 2018 : Deep State : Anna Easton
- 2020-2021 : Motherland : Fort Salem : Général Sarah Alder
- 2021 : Gossip Girl : Helena Bergman